# قرار مجلس الأمن التابع للأمم المتحدة رقم 1325
قرار مجلس الأمن التابع للأمم المتحدة رقم 1325، المتخذ بالإجماع في 31 تشرين الأول 2000، حول المرأة والسلام والأمن. وقد حث هذا القرار كلا من مجلس الأمن والأمين العام والدول الأعضاء وجميع الأطراف الأخرى لأخذ التدابير اللازمة في المسائل المتعلقة بمشاركة المرأة في عمليات صنع القرار والعمليات السلمية، والأخذ بدمج النوع الاجتماعي في التدريب وحفظ السلم، وحماية المرأة إضافة إلى إدماج النوع الاجتماعي في جميع أنظمة تقارير الأمم المتحدة وآليات تنفيذ البرامج.
ويعتبر تبني القرار بمثابة خط فاصل بالنسبة لتطور حقوق المرأة وقضايا الأمن والسلام، حيث يعتبر أول وثيقة رسمية وقانونية تصدر عن مجلس الأمن يطلب فيها من أطراف النزاع احترام حقوق المرأة ودعم مشاركتها في مفاوضات السلام وفي إعادة البناء والاعمار التي تلي مرحلة النزاع والصراع.
يعد القرار مهمًا بالنسبة للمرأة على المستوى العالمي لأنه أول قرار لمجلس الأمن يهدف إلى ربط تجربة النساء في النزاعات المسلحة بمسألة الحفاظ على السلام والأمن الدوليين حيث دعا إلى:
- زيادة مشاركة المرأة في جميع مستويات صنع القرار وفي عمليات حل الصراعات والمشاركة بقوات حفظ السلام وفي المفاوضات.
- القدرة الاستيعابية لقضايا الجندر لدى العاملين في عمليات حفظ السلام والتدريب عليها.
- تناول قضايا الجندر في أوقات السلام وتسريح الجيش وإعادة الإدماج.
- احترم حقوق السكان المدنيين واللاجئين والمشردين داخليًا.
- حماية المرأة من العنف الجسدي والتمييز.
- تجنب العفو عن الجرائم التي وقعت في الحرب ضد المرأة.

ومنذ صدور القرار في أكتوبر عام 2000 تم اتخاذ العديد من الخطوات لتنفيذه في أنحاء العالم. وهكذا ساعد هذا القرار التاريخي النساء في التغلب على الكثير من الصعاب التي كانت تعوق اشتراكهن في قضايا السلام والأمن الإنساني، وعلى الرغم من هذه الجهود الحكومية وغير الحكومية فإنه مازالت هناك “فجوة وعى” كبيرة في العالم العربي فيما يتصل ببنود هذا القرار الهام. تجدر الإشارة إلى أن قرار مجلس الأمن (1325) حث الدول الأعضاء على ضرورة زيادة تمثيل المرأة على جميع مستويات صنع القرار في المؤسسات الوطنية والإقليمية والدولية وفي آليات منع نشوب الصراعات وإدارتها وحلها، كما دعا الأطراف في الصراعات المسلحة إلى اتخاذ تدابير خاصة لحماية المرأة والفتاة من العنف القائم على نوع الجنس، خاصة الاغتصاب وغيره من أشكال إساءة المعاملة الجنسية ومن أشكال العنف الأخرى في حالات الصراع المسلح كافة. وكان الأمين العام قد أطلق حملة عالمية في آذار/مارس 2008 لإنهاء العنف ضد النساء بما فيها العنف الجنسي أثناء الصراعات، وأشار الأمين العام في حينه إلى أن الأمم المتحدة يمكن أن تعمل بقوة أكبر عندما يعتمد مجلس الأمن قرارات ذات لهجة قوية حول العنف الجنسي ودعا إلى أن تضم مهام بعثات الأمم المتحدة بنودًا واضحة حول حماية النساء والأطفال في الصراعات المسلحة.

## التاريخ
اعتمد القرار بالإجماع في أكتوبر 2000 بعد ضغط كبير من المنظمات غير الحكومية العاملة في مجال النساء والسلام والأمن وصندوق الأمم المتحدة الإنمائي للمرأة (والذي خلفه الآن هيئة الأمم المتحدة للمرأة). واقترحت نيتومبو ناندي ندايتوا القرار والتي أصبحت فيما بعد وزيرة شؤون المرأة في ناميبيا، عندما أخذت بلدها دورها في كرسي مجلس الأمن. وكانت لممثلة بنغلاديش في المجلس السفيرة أنورول تودهري إسهامات بارزة وذلك باستخدام دور بنغلاديش كرئيس المجلس في جذب الاهتمام لإسهامات المرأة في السلام والأمن. وبقت تودهري داعية بارزة ومؤثرة للتطبيق الكامل لقرار 1325. ولعبت مجموعة المنظمات غير الحكومية دورًا هامًا في إنجاح الضغط على المجلس لعقد جلسات مفتوحة عن النساء والسلام والأمن والاستشارة مع أعضاء المجلس عن القرار، وإمدادهم بالمعلومات القابلة للتطبيق.
وتضمن المؤتمر العالمي الرابع للمرأة في بكين 1995 فصلًا كاملًا يركز على المرأة والسلام والأمن. وخلال التسعينيات، كان لدى مجتمع المنظمات غير الحكومية قلقًا متزايدًا من التأثير السلبي للحرب على المرأة، خاصة مع الانتشار الواسع للعنف الجنسي في الحرب الأهلية بالبوسنة وغرب إفريقيا ورواندا. وكان النشطاء غاضبين أيضًا من العوائق التي واجهت النساء للدخول في محادثات السلام والتأُثيرات السلبية لتجارب النساء فيما بعد الحرب. وأعطت السنوية الخامسة لمؤتمر بكين (بكين+5) زخمًا هامًا للتقدم في مسألة المرأة والسلام والأمن بالأمم المتحدة.
وللمنظمات غير الحكومية والمجتمع المدني دوربارز في تاريخ واعتماد القرار نظرًا لجهودهم الملحوظة، والتي ساعدت في مسودة القرار. وكان اليومين اللذين خُصصا لنقاش القرار هي المرة الأولى التي يخصص فيها المجلس نقاشًا عن المرأة.  

## التطبيق

### الأمم المتحدة
المكونان الرئيسيان لقرار 1325 هما مكافحة العنف الجنسي أثناء الصراع المسلح، وزيادة مشاركة المرأة في عمليات السلام والمؤسسات السياسية. وقاد هذا القرار إلى زيادة الاهتمام داخل الأمم المتحدة بتعميم المنظور بين الجنسين، وتقييم تأثير السياسات المختلفة على المرأة والرجل. والبرامج الأساسية التي تطبق القرار هي هيئة الأمم المتحدة للمرأة، وإدارة عمليات حفظ السلام. رغم وجود بعض البرامج الأخرى التي تنفذ أعمالهم.

### الأعمدة الأربع الرئيسية للتنفيذ
نادى قرار 1889 لعام 2009 الأمانة العامة بتطوير عدد من المؤشرات لمتابعة تنفيذ قرار 1325. واستخدمت هذه المؤشرات في برامج الأمم المتحدة، وتبنت بعض الدول الأعضاء والمنظمات غير الحكومية هذه المؤشرات أيضًا. وترتكز المؤشرات التي تم تطويرها على أربعة أعمدة رئيسية وهي المنع، والحماية، والمشاركة، والتعافي والمساعدة.
- المنع: ويركز على منع العنف القائم على الجنس والنوع الاجتماعي، وكذلك الوعي الجنساني في منع نشوب الصراع، ونظام الإندار المبكر. ويتضمن ذلك منع الاعتداء والاستغلال الجنسي من جانب قوات حفظ السلام.
- الحماية: وتتضمن تحسين أمن الفتيات والنساء، وتحسين صحتهم الجسدية والعقلية، وأمنهم الاقتصادي وحياتهم بشكل عام. وتركز أيضًا على تحسين حقوق النساء والفتيات وحمايتهم القانونية.
- المشاركة: وتشير إلى تعزيز مشاركة النساء في عمليات السلام، وزيادة أعداد النساء في جميع منظمات صنع القرار، وزيادة الشراكة مع المنظمات النسائية المحلية. وتتضمن المشاركة أيضًا زيادة مساهمة النساء في المناصب العليا بمنظمة الأمم المتحدة، كمنصب الممثل الخاص ومهام وعمليات حفظ السلام.
- جهود التعافي والمساعدة تتضمن توزيع مساوٍ للمساعدة الدولية للنساء والفتيات، وتضمين المنظور الجنساني في جهود التعافي والمساعدة.

وتتضمن المؤشرات الخاصة مراقبة الأرقام المرتبطة بالنتائج، مثل أرقام النساء المشاركات في مفاوضات السلام، وعدد الأدلة العسكرية التي تتضمن مقاييس لحماية المرأة، أو عدد القضايا المحقق فيها عن العنف ضد المرأة.

### خطط العمل الوطني
عقب صدور قرار 1325 بحوالي عامين، بدأ مجلس الأمن بتشجيع تطوير خطط العمل الوطني كأداة يمكن للدول الأعضاء استخدامها لتفصيل الخطوات التي تتخذها من أجل تحقيق أهداف القرار. وبحلول سبتمبر 2016، تبنت 63 دولة تلك الخطة. وتعالج خطة العمل الوطني السياسات السياسية والاجتماعية والأمن البشري وتتطلب في الغالب تنسيق متداخل. وكثير من خطط العمل الوطني للدول المانحة تهدف إلى تركيز وتحديد وتوثيق التزامهم بنشر مبادئ القرار 1325. وفي البلدان المحورية، والنامية والمتأثرة بالصراعات  تستخدم برنامج العمل الوطني لدعم مشاركة المرأة داخليًا في السياسة وعمليات السلام، وذلك إلى جانب توضيح التزامها الداخلي بمحاربة العنف القائم على الجنس والنوع. حاليًا أوروبا بـ27 دولة وإفريقيا بـ19 هما أكثر المناطق لتنفيذ خطة العمل الوطني. وبينما تتزايد عدد الدول التي تتبنى خطة العمل الوطني سريعًا مع بداية مرور عشر سنوات على صدور القرار (في عام 2010) ومرور 15 عامًا (2015)، فهناك 32% فقط من الدول الأعضاء بالأمم المتحدة هم الذين نفذوا خطة العمل الوطني. وتوجد فجوة كبيرة في الدول المساهمة بقوات وأفراد شرطة في مهام حفظ السلام، فالدول الأربع الكبار الذين يمدون بعثات حفظ السلام بقوات وأفراد شرطة وخبراء عسكريين لم يتبنوا خطط العمل الوطني بعد.

### تحديات التطبيق
من أجل محاسبة المنفذين، الزمت خطط العمل الوطني لقرار 1325 أن تضمن احتواء إطار عمل للمراقبة والتقييم لتحديد مؤشرات خاصة للتقدم وتحدد أدوار ومسؤوليات واضحة لمراقبة ومتابعة الأنشطة. وأيضًا، بعض خطط العمل الوطني تخصص تمويلًا من أجل التطوير والتنفيذ؛ وأظهر استبيان عن خطط العمل الوطني صدر في عام 2014 أن معظم التمويل يتجه إلى محاربة العنف القائم على الجنس والنوع، وزيادة مشاركة النساء في عمليات السلام، بينما الفجوة الأكبر في التمويل تكمن في إصلاح قطاع الأمن وإتاحة العدالة.

### خطط العمل المحلية وخطط العمل الإقليمية
خطط العمل المحلية هي طريقة لتنفيذ القرار على مستوى المجتمعات المحلية. فاتخذت بعض البلدان مثل صربيا وسيراليون والفلبين آليات محلية لتنفيذ القرار وخطط العمل الوطني. وتبنت بعض المنظمات الإقليمية خطط عمل إقليمية منها الاتحاد الأوروبي، وحلف شمال الأطلسي، والمجموعة الاقتصادية لدول غرب إفريقيا، ومنتدى جزر المحيط الهادئ. وتنسق خطط العمل الإقليمية الأولويات الإقليمية لتركز على النساء والسلام والأمن، وتساعد في توجيه وترتيب أولويات برامج وتمويل المنظمات الإقليمية في هذا الموضوع. واستخدم الناتو قرار 1325 لزيادة معدلات النساء في العسكرية حيث أزاد سبعة من أعضاء الحلف من مشاركة النساء في العسكرية باعتباره من أهداف تطبيق القرار.

### المنظمات غير الحكومية
تلعب المنظمات غير الحكومية دورًا مهمًا في تنفيذ قرار 1325. وضغطت المنظمات غير الحكومية على الحكومات الوطنية لتطوير خطط العمل الوطني، وتعمل كثير من المنظمات كهيئة رقابة على الحكومات لمحاسبتهم على التزاماتهم تجاه تلك الخطط. وتستخدم المنظمات غير الحكومية الشعبية -خاصة تلك المعنية بالمرأة- قرار 1325 لمجلس الأمن عن المرأة والسلام والأمن في الدول التي تعاني من آثار الصراع للضغط على حكوماتهم من أجل الامتثال لهذا القرار في عدد من القضايا منها المرأة في مفاوضات الصراع، أو محاسبة قوات حفظ السلام على الاعتداء والاستغلال الجنسي. وتلعب المنظمات غير الحكومية ذات الطابع الدولي دورًا محوريًا في نشر معلومات عن القرار بين المنظمات غير الحكومية الشعبية وتدريب المثلين المحليين على القرار وكيفية استخدامه.

### تطبيق القرار في لبنان

#### عملية تطوير خطة العمل الوطني للقرار 1325
في عام 2017 طلبت رئاسة مجلس الوزراء من الهيئة الوطنية لشؤون المرأة اللبنانية تطوير خطة العمل الوطني القائمة على قرار مجلس الأمن 1325 حول المرأة والسلام والأمن.
وأٌسِست اللجنة التوجيهية لتطوير خطة العمل الوطني لقرار مجلس الأمن 1325 عن المرأة والسلام والأمن في أكتوبر 2017. وتتكون اللجنة التوجيهية من ستة وزارات حكومية تتضمن وزارة الدولة لشؤون المرأة، ووزارة الدفاع، ووزارة الشؤون الخارجية والهجرة، ووزارة الداخلية والبلدية، ووزارة العدل، ووزارة الشؤون الاجتماعية وثلاث منظمات مجتمع مدني تعمل في هذا المجال تتضمن منظمة أبعاد ومنظمة نساء في الأمام ومؤسسة النساء العرب في الجامعة الأمريكية اللبنانية. وتضمنت اللجنة أيضًا ست وكالات للأمم المتحدة يعملون كمستشارين فنيين وهم: هيئة الأمم المتحدة للمرأة والمسؤولة عن الأمانة العامة، ولجنة الأمم المتحدة الاقتصادية والاجتماعية لغرب آسيا، والمفوضية السامية للأمم المتحدة لحقوق الإنسان، وبرنامج الأمم المتحدة الإنمائي، وصندوق الأمم المتحدة للسكان، وقوات اليونيفيل.

#### تطبيق وتنسيق وتقرير خطة العمل الوطنية
يتطلب تطبيق خطة العمل الوطني اللبنانية عن المرأة والسلام والأمن تنسيق متقارب بين الوزارات وباقي المؤسسات المحلية ومنظمات المجتمع المدني ووكالات الأمم المتحدة وباقي المنظمات الدولية لضمان تنفيذ أنشطة خطة العمل الوطنية بشكل ملائم وفي إطار زمني محدد. وتعمل الهيئة الوطنية لشؤون المرأة اللبنانية كمنسق لخطة العمل الوطنية وضمان تنفيذ العمل بين مختلف الممثلين وفقًا لدورها التنسيقي المكلفة به من قبل القانون. وتتعاون الهيئة الوطنية لشؤون المرأة اللبنانية مع جميع المنظمات الوطنية لإصدار تقرير دوري عن التقدم الذي يتم إحرازه في الأهداف والغايات الموضوعة.
وخطة العمل الوطنية 1325 هي خطة عمل مفصلة مدتها أربع سنوات وبأهداف محددة يجب أن تُحقق خلال فترة تلك الخطة. ورغم ذلك يجب النظر للخطة 1325 على إنها وثيقة حياة يمكن أن تراجعها المنظمات الوطنية المسؤولة وتقيمها وفقًا لما تراه مناسبًا. وتحدد الخطة 1325 المنظمات الوطنية المحتملة والمسؤولة عن تنفيذ التدخلات، وعلى هذه المنظمات وغيرها توحيد الجهود والتعاون والمساعدة مع عدد كبير من الممثلين لضمان تنفيذ خطة العمل الوطني.